# Stosowanie prawa
Stosowanie prawa – autorytatywne określenie konsekwencji (skutków) prawnych pewnego stanu faktycznego. 
Wynikiem stosowania prawa jest sformułowanie konkretnych i indywidualnych norm prawnych, opartych na generalnych i abstrakcyjnych normach wchodzących w skład danego systemu prawnego. 
Zarówno sama czynność stosowania prawa, jak i sformułowany w jej wyniku dokument nazywane bywają aktem stosowania prawa. 
Stosowanie prawa nie jest ani procesem logicznym, ani procesem wolnym od ocen organu stosującego prawo. 
Od stosowania prawa odróżnia się:
- tworzenie prawa (formułowanie generalnych i abstrakcyjnych norm prawnych przez organy państwowe),
- stosowanie się do prawa, a więc przestrzeganie prawa (świadome lub nieświadome zachowanie dowolnego podmiotu zgodne z obowiązującym prawem)[2],
- wykonywanie czy korzystanie (czynienie użytku) z prawa w sensie realizowania tego, na co prawo komuś pozwala lub do czego kogoś uprawnia, w tym poprzez przyznanie mu jakiejś kompetencji lub upoważnienia[2],
- egzekwowanie prawa w sensie żądania od innych lub wymuszania na nich, by zachowywali się zgodnie z prawem (przestrzegali go)[2].

Do metod stosowania prawa należą, typowa dla systemów prawnych civil law, dedukcja prawnicza (występująca pod postacią sylogizmu prawnego), charakterystyczna dla krajów common law (zwłaszcza Stanów Zjednoczonych), analogia, a także argumentacyjny model stosowania prawa, oraz, obecny zwłaszcza w prawie konstytucyjnym, model ważenia zasad (ang. balancing the principles).
W zależności od rodzaju podmiotu stosującego prawo, wyróżnia się sądowe i pozasądowe (a w nim  zwłaszcza administracyjne i mandatowe) stosowanie prawa. Administracyjne stosowanie prawa to wydawanie nie wyroku sądowego, a decyzji administracyjnej. Sądowe stosowanie prawa to wydawanie orzeczeń sądowych. Mandatowe stosowanie prawa to wystawienie mandatu np. przez Policję.

## Etapy stosowania prawa w przypadku sylogizmu prawniczego
1. Ustalenie kształtu danego stanu faktycznego, do którego w postępowaniu sądowym dochodzi na podstawie przeprowadzonych dowodów i ich oceny oraz domniemań prawnych i innych reguł dowodowych, w tym odnoszących się do rozkładu ciężaru dowodu.
2. Określenie tego, jakie prawo, które może znaleźć zastosowanie w tym danym stanie faktycznym lub jakie może mieć dla tego stanu znaczenie z uwagi na możliwość przeprowadzenia wnioskowań prawniczych, obowiązuje; przy tym w przypadku gdy miała miejsce zmiana takiego prawa od momentu powstania tego stanu, ustalenie, czy zastosowanie ma znaleźć prawo stare, czy nowe.
3. Usunięcie w prawie, o którym mowa w pkt 2, ewentualnych sprzeczności.
4. Przeprowadzenie wykładni prawa, o którym mowa w pkt 2, i derywowanie z niego normy prawnej, ewentualnie jeszcze dotworzenie na podstawie tej normy innej normy prawnej drogą któregoś z wnioskowań prawniczych.
5. Przypisanie skutków prawnych stanowi faktycznemu, o którym mowa w pkt 1 (powodujące powstanie normy indywidualno-konkretnej), poprzez jego subsumpcje pod normę prawną, o której mowa w pkt 4[4].

Konieczność przeprowadzania wykładni prawa może wystąpić już na etapie drugim i trzecim. Na etapie pierwszym ustalane i dowodzone są przede wszystkim te okoliczności faktyczne, które są istotne w świetle prawa.